# 뮤직가든
뮤직가든(Music Garden)은 대한민국 경기도 용인시 처인구 포곡읍 전대리 199에 있는 에버랜드의 매직랜드에 위치한, 2016년 7월 22일에 개원한 정원이다. 지도에서 내려다보면 묘하게 골뱅이 같이 생겼기도 하다.

## 테마곡
뮤직가든 테마송(2016年)
빛나는 불빛처럼 눈부신 보석들이 커다란 나무 품에 안겨 푸른 꿈을 키워가면,
요정의 날개짓은 바람 되고 뮤즈의 노랫소리 바람 타고 퍼져나가면,
마법처럼, 운명처럼 보석은 아기요정으로 깨어나 나무아래 앉아서 꿈을 꾸네?
달빛처럼, 태양처럼 환하게 웃는 요정들의 숲으로 바람 타고 오늘도 찾아갈까? 뮤즈의 세계로!
푸른 빛 환상의 세계 꽃처럼 아름다운 곳 우리 곁에 있어, 그대 곁에 있어 기억해요~
아이처럼 하늘을 날아가는 꿈을 꿔 요정의 날개 마음에 달고서
라라랄라 라라랄라 뮤즈의 사랑 노래 울려 퍼지는 아름다운 비밀의 Fairy Forever~
라라랄라 라라랄라 바람과 달빛 별빛 보석 가득한 사랑의 에버랜드 뮤직가든 Forever~

## 동선
나팔꽃, 나무, 튤립, 코스모스, 장미꽃, 개나리, 벚꽃, 소나무, 철쭉, 안개꽃, 하모니트리, 통나무터널, 화목원, 식물, 꽃가루가 피고 모스빌리지, 의자가 있고 클래식 음악을 튼다.